# Georges Chedanne

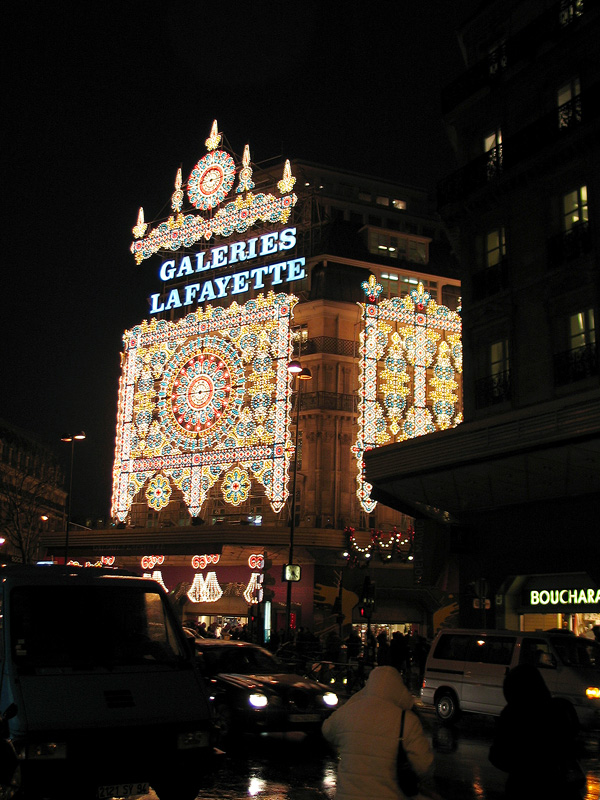
Galeries Lafayette

Georges Paul Chedanne (* 23. September 1861 in Maromme, Département Seine-Maritime; † 30. Dezember 1940 in Paris) war ein französischer Architekt.
Chedanne studierte an der École nationale supérieure des beaux-arts de Paris bei Julien Guadet. Gleich nach der Beendigung seines Studiums gewann er mehrere Preise, darunter den Grand Prix für ein Projekt zur Restaurierung des Pantheons in Rom. Seine Studien trugen zur Datierung der Bauzeit des Pantheons bei. Nach seiner Rückkehr aus Rom praktizierte er als freier Architekt. Der Jugendstil beeinflusste ihn zwar, aber er behielt seinen eklektizistischen Stil bei. In der Folge entstanden mehrere Hotelbauten in Paris und anderen französischen Städten. Er wurde auch mit dem Bau der Galeries Lafayette beauftragt.
Chedanne war auch als Staatsarchitekt für die Dritte Republik tätig. In diesem Zusammenhang war er in einen Finanzskandal verwickelt und es wurden Untersuchungen gegen ihn eingeleitet, die aber gestoppt wurden. Er plante mehrere französische Botschaften im Ausland, darunter diejenige in Wien.

## Werke
- Hôtel Élysée Palace, Paris, 1899
- Galeries Lafayette, Paris, 1903
- Hôtel Mercedes, Paris, 1904
- Hôtel Terminus, Lyon
- Riviera Hôtel, Monte Carlo

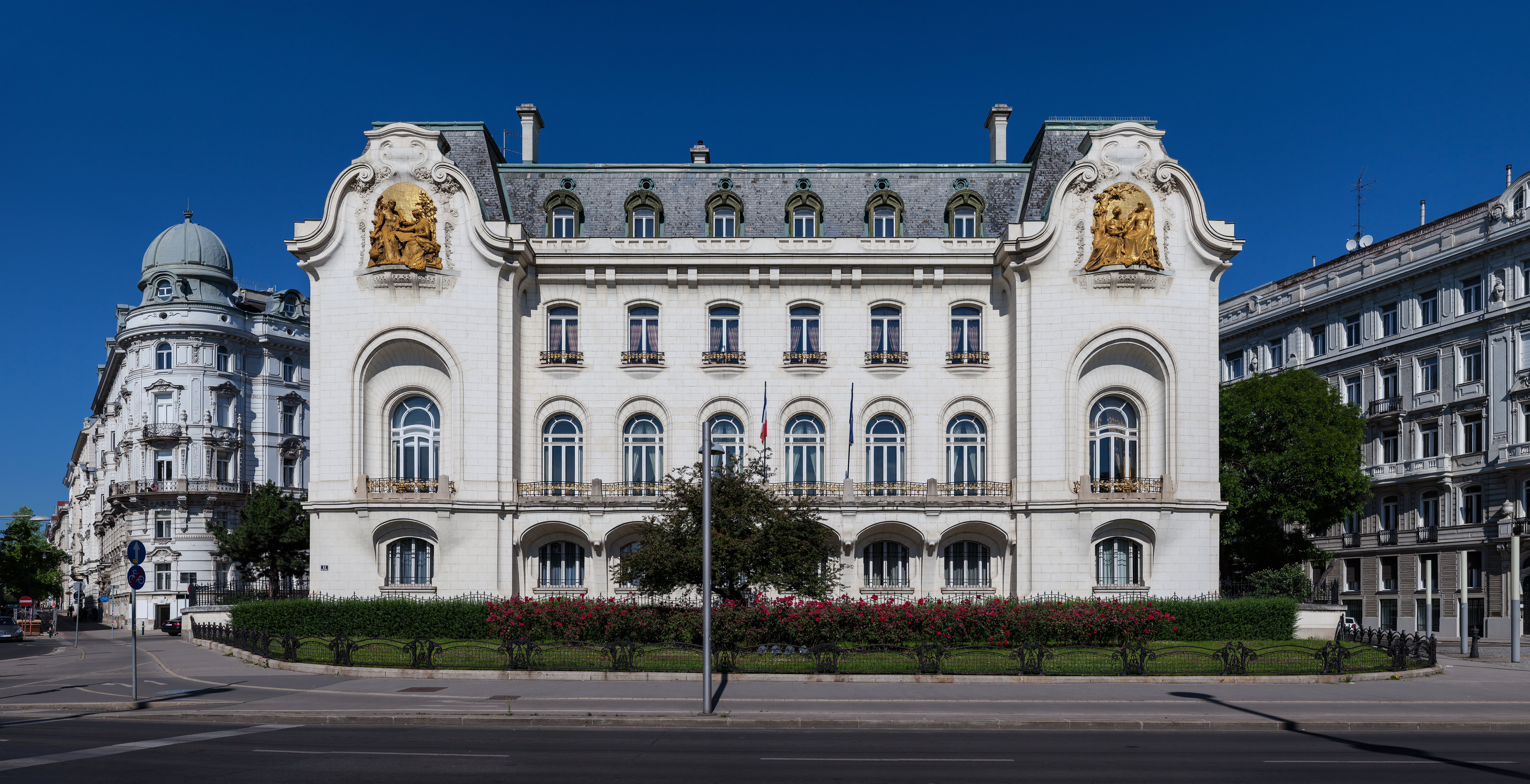
Französische Botschaft in Wien

- Französische Botschaft in Wien, 1906